# Pisos de Can Garcia
Els Pisos de Can Garcia van ser un conjunt de blocs de pisos, construïts amb materials senzills, sense cap mena de sentit de l'estètica arquitectònica, fets de pressa i destinats a un excedent de població que necessitava viure-hi. Fomenten la verticalitat i contrasten amb les zones urbanitzades del poble. A la dècada del 1960, es portà a terme una expansió industrial sense cap mena de planificació ni control la qual cosa comportà l'arribada de grans onades migratòries, de procedència bàsicament andalusa, que permeteren mantenir el cost de mà d'obra a baix preu i estimular el creixement. La població de Manlleu va créixer un 60% entre 1960 i 1975. L'impacte de la immigració marcà de manera determinant a Manlleu fins a l'actualitat, originant problemes lingüístics, d'integració social i cultural, d'habitatges i infraestructures decadents.